# Fenvaleraat
Fenvaleraat, de triviale naam voor (RS)-alfa-cyano-3-fenoxybenzyl-(RS)-2-(4-chloorfenyl)-3-methylbutyraat, is een organische verbinding met als brutoformule C25H22ClNO3. Het is een geel-bruine viskeuze vloeistof, die quasi-onoplosbaar is in water.
Fenvaleraat wordt gebruikt als insecticide. Handelsnamen van dit product zijn Sumicidin, Pydrin en Belmark. Het is in feite een mengsel van 4 isomeren, die elk een apart functie hebben in de bestrijding van ongedierte.

## Toxicologie en veiligheid
De stof ontleedt bij verhitting tussen 150-300 °C met vorming van giftige dampen, onder andere waterstofcyanide en waterstofchloride. Ook na hydrolyse van de esterbinding, die ook zonder verhitting kan optreden, wordt de stof cyanogeen.
De stof is irriterend voor de ogen, de huid en de luchtwegen. De stof kan effecten hebben op het zenuwstelsel, met als gevolg gewaarwordingen aan het gelaat zoals tintelen, jeuken of branderig gevoel.